# Robertson County (Kentucky)
Robertson County ist ein County im Bundesstaat Kentucky der Vereinigten Staaten. Das U.S. Census Bureau hat bei der Volkszählung 2020 eine Einwohnerzahl von 2193 ermittelt.
Der Verwaltungssitz (County Seat) ist Mount Olivet. Das County gehört zu den Dry Countys, was bedeutet, dass der Verkauf von Alkohol eingeschränkt oder verboten ist.

## Geographie
Das County liegt im Nordosten von Kentucky, ist im Norden etwa 35 km von dem Bundesstaat Ohio entfernt und hat eine Fläche von 259 Quadratkilometern ohne nennenswerte Wasserfläche. Es grenzt im Uhrzeigersinn an folgende Countys: Bracken County, Mason County, Fleming County, Nicholas County und Harrison County.

## Geschichte
Robertson County wurde am 11. Februar 1867 aus Teilen des Bracken County, Harrison County, Mason County und Nicholas County gebildet. Benannt wurde es nach George Robertson, einem Richter und Mitglied im US-Kongress.
Drei Bauwerke des Countys sind im National Register of Historic Places eingetragen (Stand 20. Oktober 2017).

## Demografische Daten
Nach der Volkszählung im Jahr 2000 lebten im Robertson County 2.266 Menschen. Davon wohnten 70 Personen in Sammelunterkünften, die anderen Einwohner lebten in 866 Haushalten und 621 Familien. Die Bevölkerungsdichte betrug 9 Einwohner pro Quadratkilometer. Ethnisch betrachtet setzte sich die Bevölkerung zusammen aus 98,6 Prozent Weißen und 0,3 Prozent aus anderen ethnischen Gruppen; 1,1 Prozent stammten von zwei oder mehr Ethnien ab. 0,9 Prozent der Bevölkerung waren spanischer oder lateinamerikanischer Abstammung.
Von den 866 Haushalten hatten 31,1 Prozent Kinder und Jugendliche unter 18 Jahre, die bei ihnen lebten. 57,6 Prozent waren verheiratete, zusammenlebende Paare, 9,1 Prozent waren allein erziehende Mütter, 28,2 Prozent waren keine Familien, 24,7 Prozent waren Singlehaushalte und in 11,1 Prozent lebten Menschen im Alter von 65 Jahren oder darüber. Die Durchschnittshaushaltsgröße betrug 2,54 und die durchschnittliche Familiengröße lag bei 3,00 Personen.
Auf das gesamte County bezogen setzte sich die Bevölkerung zusammen aus 23,8 Prozent Einwohnern unter 18 Jahren, 6,7 Prozent zwischen 18 und 24 Jahren, 27,1 Prozent zwischen 25 und 44 Jahren, 25,5 Prozent zwischen 45 und 64 Jahren und 16,9 Prozent waren 65 Jahre alt oder darüber. Das Durchschnittsalter betrug 40 Jahre. Auf 100 weibliche Personen kamen 94,8 männliche Personen. Auf 100 Frauen im Alter von 18 Jahren alt oder darüber kamen statistisch 92,5 Männer.
Das jährliche Durchschnittseinkommen eines Haushalts betrug 30.581 USD, das Durchschnittseinkommen der Familien betrug 35.521 USD. Männer hatten ein Durchschnittseinkommen von 27.656 USD, Frauen 20.476 USD. Das Prokopfeinkommen betrug 13.404 USD. 17,5 Prozent der Familien und 22,2 Prozent der Bevölkerung lebten unterhalb der Armutsgrenze. Davon waren 30,3 Prozent Kinder oder Jugendliche unter 18 Jahre und 24,1 Prozent waren Menschen über 65 Jahre.

## Orte im County
- Abigail
- Alhambra
- Bratton
- Hittville
- Kentontown
- Mount Olivet
- Piqua
- Santa Fe